# Претор (Ресен)
Претор (мкд. Претор) је насеље у Северној Македонији, у јужном делу државе. Претор припада општини Ресан.

## Географија
Насеље Претор је смештено у југозападном делу Северне Македоније. Од најближег већег града, Битоља, насеље је удаљено 40 km западно, а од општинског средишта 16 јужно.
Претор се налази у области Доње Преспе, области око северне обале Преспанског језера. Насеље је смештено на североисточној обали Преспанског језера, док се источно од насеља почиње издизати планина Баба. Надморска висина насеља је приближно 900 метара.
Клима у насељу је планинска због знатне надморске висине.

## Становништво
Претор је према последњем попису из 2002. године имао 142 становника. 
Претежно становништво у насељу су етнички Македонци (97%), а остало су махом Срби.
Већинска вероисповест је православље.